# Paras (distrito)
Paras é um distrito do peru, departamento de Ayacucho, localizada na província de Cangallo.

## Transporte
O distrito de Paras é servido pela seguinte rodovia:
- AY-106, que liga a cidade ao distrito de Vinchos
- PE-28A, que liga o distrito de Ayacucho (Região de Ayacucho) à cidade de San Clemente (Região de Ica) [1][2][3]